# Manifesto de Abrantes
O Manifesto de Abrantes foi um proclamação emitida em Abrantes, a 1 de Outubro de 1833, por Carlos María Isidro de Borbón, infante de Espanha e pretendente ao trono espanhol, na sequência do falecimento do seu irmão, o rei Fernando VII de Espanha. O infante D. Carlos encontrava-se em Portugal em ruptura com a família real, contando com o apoio de seu primo o rei D. Miguel I.
Naquela proclamação, apesar de afirmar não cobiçar o trono, declara ter o dever de pugnar por ele, para os seus filhos, em nome da legitimidade da sucessão, do seu ponto de vista ilegalmente alterada. Termina apelando à paz e concórdia, o que não sucederia, já que o incidente está na base de uma longa discórdia e das Guerras Carlistas que afectaram a Espanha por mais de um século.